# Vicia cusnae
Vicia cusnae är en ärtväxtart som beskrevs av Foggi och Ricceri. Vicia cusnae ingår i släktet vickrar, och familjen ärtväxter. Inga underarter finns listade i Catalogue of Life.